# Alpina B9
Der Alpina B9 ist ein Fahrzeug von Alpina, das von November 1981 bis Dezember 1985 auf Basis des BMW E28 528i in Kleinserie gebaut wurde. Etwa 500 Exemplare sollen entstanden sein.

## Technik und Modifikationen
Der B9 basiert auf dem Modell 528i, dessen M30-2,8-Liter-BMW-Motor durch einen 3,45-Liter-Alpinamotor ersetzt wurde. Der Alpinamotor basiert ebenfalls auf dem M30-Motor in der 3,5-Liter-Ausführung, wurde jedoch umfassend modifiziert. Alpina tauschte Zylinderkopf, Kolben, Nockenwelle und die Motronic. Seine Kraft überträgt der Motor über ein Getrag-Fünfganggetriebe auf die Hinterräder, alternativ war auch ein Automatikgetriebe im Angebot. Das Fahrwerk des 5ers wurde durch ein Bilstein-Fahrwerk mit Gasdruckdämpfern ersetzt, serienmäßig wurde der B9 mit 16-Zoll-Rädern geliefert (Siehe Bild). Alpina baute auch den Innenraum um. Unter anderem wurden Recarositze, ein neuer Schalthebel und geänderte Rundinstrumente eingebaut.

## Technische Daten
| Kennwerte                       | B9 3,5                         | B9 3,5 / 1                     |
| ------------------------------- | ------------------------------ | ------------------------------ |
| Produktionszeitraum             | 11/1981 – 08/1983              | 01/1983 – 12/1985              |
| Motortype                       | B9                             | B9                             |
| Bauart                          | R6-Saugottomotor               | R6-Saugottomotor               |
| Hubraum                         | 3453 cm3                       | 3430 cm3                       |
| Nennleistung                    | 180 kW (245 PS) bei 5700 min−1 | 180 kW (245 PS) bei 5700 min−1 |
| Maximales Drehmoment            | 320 N·m bei 4500 min−1         | 320 N·m bei 4500 min−1         |
| Beschleunigung 0–100 km/h       | 6,7 s                          | 6,7 s                          |
| Höchstgeschwindigkeit           | 240 km/h                       | 240 km/h                       |
| Kraftstoffverbrauch (DIN 70030) | 7,5 / 9,1 / 18,6 l/100 km      | 8,5 / 10,0 / 15,9 l/100 km     |
| Quelle                          | [ 3 ]                          | [ 3 ]                          |